# Ruta Lithium
La ruta Lithium es una carretera situada en Afganistán que conecta la localidad de Qal'eh-ye Now, capital de Badghis, con Bala Murghab. Con una longitud de 105 kilómetros, su construcción estuvo a cargo del Equipo de Reconstrucción Provincial español integrado en la Fuerza Internacional de Asistencia para la Seguridad (ISAF) con fondos procedentes de la Agencia Española de Cooperación y realizada por empresas afganas.
El trazado de la ruta Lithium cierra de una forma alternativa la Ring Road, aún sin acabar en la provincia de Badghis, y es la única que enlaza la capital de la provincia con los distritos del norte. A lo largo de la ruta los militares españoles han establecido puestos avanzados con el fin de proteger esta importante vía de comunicación del ataque de los insurgentes.
El nombre de ruta Lithium (litio en inglés) responde a la nomenclatura OTAN y no a la existencia de yacimientos de este mineral.